# Gare de Bourgtheroulde - Thuit-Hébert
Gare de Bourgtheroulde - Thuit-Hébert vasútállomás Franciaországban, Thuit-Hébert településen.

## Vasútvonalak
Az állomást az alábbi vasútvonalak érintik:
- Serquigny-Oissel-vasútvonal

## Kapcsolódó állomások
A vasútállomáshoz az alábbi állomások vannak a legközelebb:
- Gare d’Elbeuf - Saint-Aubin
- Gare de Glos - Montfort
- Gare de Brionne